# Charanyca erubescens
Charanyca erubescens là một loài bướm đêm trong họ Noctuidae.